# 英戈·阿佩尔特
英戈·阿佩尔特（德語：Ingo Appelt，1961年12月11日—），奥地利男子雪车运动员。他曾代表奥地利参加1988年和1992年冬季奥林匹克运动会雪车比赛，其中1992年冬季奥运会获得一枚金牌。